# 續幻魔終結者
《續幻魔終結者》（英語：Trancers II，或稱為）是一部1991年美國科幻動作片，1984年電影《入侵异次元》的續集兼《入侵異次元》系列電影的第二部電影作品。電影由查爾斯·班德執導，提姆·湯默森、海倫·杭特、梅根·沃德及李察·林區主演。劇情設定於前集的六年後，當傑克·戴斯的亡妻穿越時空來到現在的1991年的同時，還有一名瘋狂的科學家企圖征服世界，導致傑克與妻子原本安定的生活出現天翻地覆的變化。本片1991年8月22日以影帶首映形式在美國發行。

## 劇情
在1991年的洛杉磯，殺死來自未來的犯罪主謀惠斯勒後，傑克·戴斯已經習慣了與妻子莉娜共同生活六年；哈普·艾希比因投資期貨而搖身變成富豪，並與傑克和莉娜從街頭搬到了一座富麗堂皇的莊園。但惠斯勒的哥哥也從未來接管祖先的身體而來到1991年，成為E·D·華多博士，打著環保組織「綠色世界」（GreenWorld）的幌子創建了一座「迷幻人」（Trancers）農場，利用一種名為史庫波薩（Scurbosa）的未來成癮藥物來催眠精神病患者和無家可歸的人成為自己的軍隊，並在精神病人收容所附近的溫室中使用走私的種子種植這種藥物，企圖華多「清理世界」。
傑克和同伴得到了舊上司麥納爾蒂（已接管祖先——15歲少女的身體），以及第一任妻子艾莉絲·史迪威的幫助，開始阻止華多。艾莉絲被未來委員會的技師從死前的一天先行穿越時空，接管收容所一位精神病患者祖先的身體。委員會希望傑克回到天使城（Angel City）任職議會席位。艾莉絲應該在工作完成幾天後死去，在完成任務目標後被送回（議會僅僅在利用她）。不過，隨著傑克的真身在未來已鈣化，傑克只能回到他祖先體內新建的TCL密室中。否則，他的餘生 都將留在舊加利福尼亞州。
艾莉絲逃出收容所並重返傑克的身邊，但莉娜無法接受，兩人都認為自己是傑克的妻子，導致雙方爭風吃醋。莉娜被華多的手下俘虜後，傑克和艾莉絲前往收容所救出她，與敵方人馬交戰的同時放火燒毀了史庫波薩溫室。但華多人馬眾多，團團包圍至他們，直到哈普和麥納爾蒂開著消防車前來支援。華多企圖殺死艾希比，但傑克先行用一把乾草叉刺進了華多的胸膛，成功殺死了他。艾莉絲的時限已到，傑克告訴她回到原本的時間後將會死去，要她用現在的身體利用TCL穿越倉回到未來，免逃一死。最後，傑克和莉娜搬離艾希比的莊園，買了一間房子供兩人居住。麥納爾蒂也回到了未來，向現在成為長官的雷恩斯指揮官宣稱，傑克現在過得很快樂。

## 演員
- 提姆·湯默森飾演傑克·戴斯（英语：Jack Deth）
- 海倫·杭特飾演莉娜（Leena）
- 梅根·沃德（英语：Megan Ward）飾演艾莉絲·史迪威·戴斯（Alice Stilwell Deth）
- 比夫·馬納德（英语：Biff Manard）飾演哈普·艾希比（Hap Ashby）
- 瑪蒂娜·貝斯維克飾演泰羅特護士（Nurse Trotter）
- 傑佛瑞·可姆斯飾演派爾醫生（Dr. Pyle）
- 李察·林區飾演E·D·華多博士（Dr. E.D. Wardo）
- 艾莉森·克羅夫特（英语：Alyson Croft）飾演麥納爾蒂（McNulty）
- 亞特·拉福勒（英语：Art LaFleur）飾演老麥納爾蒂（Old McNulty）
- 泰爾瑪·霍普金斯（英语：Telma Hopkins）飾演雷恩斯指揮官（Commander Raines）
- 芭芭拉·克蘭普頓飾演莎蒂·布雷迪（Sadie Brady）
- 桑尼·卡爾·戴維斯（Sonny Carl Davis）飾演「兔子」（"Rabbit"）
- 達妮·克萊因（英语：Dani Klein）飾演波兒（Pearl）
- 阿爾伯特·亨德森（英语：Albert Henderson (actor)）飾演酒鬼#3